# 夢の坂
『夢の坂』は1998年にacuteより発売されたサウンドノベル（成人向け）。
完成直前に平成10年台風第4号に伴う大雨による洪水の被害に遭い、残ったデータを再編集して販売したため、インストールと起動が難しく、このゲームで遊ぶことができないユーザーが多く存在したため、いわゆる「クソゲー」扱いされることが多いが、注意してインストールすれば新しいOSでもプレイすることができる。

尚、著作権者であるacuteの許諾を受けた上でリメイクされた、夢の坂（再編集版）が存在する。

## 概要
acuteの伝奇サウンドノベル。心に傷を持つ高校生を中心とした男女が、古い伝説を持つ坂の怪異に巻き込まれながらも、自分の生きるべき道を求め、また帰るべき場所を見出そうとする。

## ストーリー
「夢の坂」とは主人公、香西冥夜が学生寮から学校へ向かうまでの間にある坂道。古い伝承によるとここには、かつて魔物が出没し怪異をもたらしたという。しかし、それは旅の侍と僧によって退治されたと伝えられている。そして今は廃墟となっている寺が、退治された魔物の弔いのために建てられたという。寺に上がるまでの階段は、百八段あり、それは人間の「煩悩」の数であることから「煩悩階段」と呼ばれている。この「夢の坂」と「煩悩階段」は未だに怪異が時々起るとされていた。侍は、妖魔を倒した後に「坂」を去る。去り際に「この坂にはいずれ再び魔物が現れる」と予言して。
そして、この坂に侍の予言したとおりに再び妖魔が現れようとしていた---。

## 登場人物
香西冥夜（こうざいめいや）
主人公。学校の成績、容姿、スポーツ、腕力に秀で、女子からは羨望の目で見られている。しかし、母は彼を産むときに亡くなり（冥夜の名前はそこから来ている）、しかも有力な政治家の愛人で家庭環境には恵まれなかった（ただし、父は母と冥夜を深く愛してはいて、自身の姓である「香西」の姓を与え一族として扱い、遺産の分与も定めている）。不遇な家庭環境、母が愛人、自分は庶子として認知されているが日陰の身、そして、父が愛人として囲った女性が不幸になったこと、そして、幼少時に遭った「事件」（ある種の性的虐待）などから、女性（実は男性も）を遠ざける面がある。女性につらくあたるのは「相手を不幸にしたくない」、「自分が傷つけられたくない」という気持ち、幼少時にあった「事件」からだが、女性の振り方がかなりキツイ上に、振った人数が30人を越えていることから、広瀬恭子などから強く非難されることが多い。母の姓は「羽坂（はさか）」であるが、その正しい綴りは「破坂（坂の怪異を破りし者）」であり、「夢の坂」（実は本当の綴りは「幽冥の坂」）に潜む魔物を一度は撃退した侍の子孫であった。彼は父親とは同居できないため、学生寮から学校に通っている。
父は冥夜を正妻の子と一緒に育てようとしたが、強硬に反対され叶わず、正妻は未成年の冥夜に遺産の相続を放棄することを促す手紙を送り続けるなど色々といじめられている。母方の親戚がいなかった彼は、幼いころは父の愛人の一人に養育されていたが、一時的に父と連絡がつかなくなった彼女が冥夜ともども父に捨てられたと思い込んでしまい、情緒不安定な状態で酒に酔った彼女にいわゆる「逆レイプ」されてしまう。彼女は自分のしでかした事の重大さから失踪してしまい、冥夜には「犯された上に捨てられた」という思いが残った。これがトラウマとして残り、彼は女性を遠ざける様になってしまった。
吹雪氷雨（ふぶきひさめ）
同級生。彼女もまた、冥夜と同じく不幸な出自であり、婚外子である。実は彼女は母が強姦されて身ごもった子であり、母は最終的に彼女を残して、自殺するなど環境は主人公より厳しく、超然とした態度もまた「自分を守るため」の壁であったが、心の奥で自分の出自を知りながらも、理解と救いを与え、受け入れてくれる存在を心待ちにしていた。同時に、不幸な境遇の上に自分を見捨てて苛めた「社会」や「世間」に復讐したいとも願っていた。彼女は人間ではあるが、「憑代（よりしろ）」、「力を束ねて一つの力にして増幅する」という能力を持っており、その超常の能力と復讐を願う心を見透かされて、「夢の坂」（実は本当の綴りは「幽冥の坂」）に潜み、この世への復讐を望む「悪霊」達と同調してしまい、付け込まれてしまう。結果として「復讐できる力」を手に入れた彼女は「怪異」を引き起こし始める。彼女は、自分と同じ出生に関する苦しみを持ち、ある意味において分身とさえ言える冥夜と惹かれあい彼を仲間にしようとする。
広瀬恭子（ひろせきょうこ）
同級生。香西冥夜とは過去に落ち込んでいたときに「予想外の酷い事」を言われてから口喧嘩をしょっちゅうしている、ある種の喧嘩友達に近い関係。ただし、冥夜の言葉の裏にある思いやりのある部分には気付いており、思いやりがありながら、女子生徒の告白を拒絶し続ける冥夜に興味を持ち、魅かれて密かに見守り続けていた。長く彼を見守っていたためか、冥夜のことを良く理解しており、吹雪氷雨と魅かれ合う冥夜を「兄妹の様だった」「同病相哀れむ」と語り、さらに「その惹かれあい同じ病を持つ二人が戦う先に良い結果があるとは思えない」と続けるなど、鋭く見抜いた発言をしている。また、「生きることに執着がない」ことも見抜いており、氷雨と戦いの際には上記のことと合わせて危ういと見ていた。活動的、優等生的で学生寮の総代のようなことをしており、後輩からも好かれているが、学生寮の後輩の女子が冥夜に手ひどく振られて、泣きそうになっている時は後輩の側に立って厳しく咎めるようなことも多い。実は両親の仲が冷え切り、離婚寸前となっており、両親の仲が少しでも改善するようにと自慢できる「優等生」となるべく努力していたことを冥夜に話していた。
川崎有紀子（かわさきゆきこ）
同級生。同級生のヒロインの中ではもっとも精神年齢が高い。頭が良くおとなしく自然に淑やかで古風、しかし内に秘めた芯の強さと優しさがある。学年での成績は冥夜とほぼ互角で首席を争うレベル。氷雨や恭子も成績は良いが、「私たちよりは少し下」と語っていた。ただし、エリート志向ではなく、「たかが勉強の良し悪し」で「大人に上下に振りけられるのが嫌でした」、「成績が良ければ負け惜しみと思われることなく、それをした（上下に振り分けた）大人達にいつか抗議できる」と語っている、独特のしかし、しっかりした価値観を持っている娘。自然な形で古風な面があり、ラブレターを主人公の下駄箱に入れて待ち合わせていたが、冥夜はいつも通りまともに読んでおらず、待ち合わせた場所に寒い中、夜から明け方まで待ち続けて結果として病気になり、それが恭子の耳に入って叱られて、さすがに罪悪感を感じた冥夜が見舞いに行くという形で面識を持った。頭が良いだけに冥夜と氷雨が魅かれあうことを「彼女もあなたと同じで傷つくのが嫌で本当の意味で戦わなかった人だから」と話している。また、恭子同様に「生きることに執着がない」ことに危機感を覚えていた。さらに、氷雨との決着の前に自分を訪ねたことを「生きて帰れないと予想してラブレターのことをもう一度ちゃんと謝りにきた」と悟り、「戦う前から諦めてどうするのです？」と詰る一幕もあった。彼女は氷雨との戦いの前ですべてのヒロインの中で一番有益なアドバイスを与えていた。昭和や20世紀までは「割と存在していた」だろう、さりげなく古いタイプの良い娘だが、かなり大胆な一面もあり、冥夜をあわてさせている。
高橋美紀（たかはしみき）
主人公の担任の教師。生真面目な性格であるが、生徒である冥夜に女として魅かれつつも、教師として責任を持って面倒を見ようという気持ちの間で揺れ動く。実は彼女が勤務し、冥夜が通う学園は資産家や政治家など有力者の婚外子の預け先のような一面があり、それが故に多くの有力者とパイプを持つがための「名門校」であった。生徒の中には問題児ではないが、出自や家庭環境に問題がある不幸な子供が少なくなく、まだ教師としての経験が浅いことと、教師としての立場と母性を持った女性としての心の間で苦悩することもあった。特に冥夜が起こした些細な問題で、父が学園に介入してきたことを、冥夜が「今更父親らしい態度をしないで欲しい」と言い放ち、父を責め立てたて、負い目がある冥夜の父が苦痛に満ちた沈黙をしてしまった時にも、とりなそうとしたが父子の問題だから口を挟まないで欲しいと冥夜に言われてしまい、何も言えなくなってしまうような場面もあった。女性としては背が高く、グラマーな肢体を持ち、顔立ちが整っていることから男子生徒の間で人気がある。生徒に侮られないように普段は中性的な口調で話す。また、彼女は優しい女性であるが、かなり嫉妬深い一面がある。
小澤麻里絵（おざわまりえ）
主人公の後輩、二年生。大人しく、優しく思いやりがあり、周囲の人の気持ちを察することのできる娘。冒頭で主人公に告白をし、ラブレターを渡そうとしたが、受け取ることさえ拒絶されるという、手酷い振られ方をした。同伴していた中原奈緒子、途中から割って入った広瀬恭子らが冥夜を責めたが、結局は受け取ってもらえなかった。しかし、不可解な理由、自分を悪者にして真理絵を被害者のような立場と認める、「強く拒絶していながら、相手を傷つけたくない」という矛盾した冥夜の態度に複雑な事情を感じ取り、彼女に恭子と同じく深い興味を持たせるに至っている。振られながらも、「先輩を好きでい続けることは私の自由ですから」と語るなど、とても健気な心の持ち主。後に喫茶店「もらとりあむ」で中原菜緒子とともに冥夜と再会するが、ここで年頃の女子らしく「恐い物見たさ」、「ミステリースポット探索」のようなイベントの話が出ていて、冥夜はこれに成り行きで参加することになっていまい、結果として物語は大きく動き始める。
彼女は両親ともに健在で、「帰るべき家族・家庭」があるが、実は過去に弟が交通事故で彼女の目前で死亡するという不幸に見舞われている。
弟の命を救えなかったという経験からか、「不幸な人」に手を差し伸べたいという気持ちがあり、不幸な出自を持ち、時折表に悲しげな表情が出てしまう冥夜は彼女に救いの手を差し伸べたい、もっと冥夜を知りたいという気持ちに向かわせたらしい。
吹雪氷雨との戦いを前に死が迫った状態の冥夜に対して、亡くなった「生きていれば多くの経験ができたはず」の弟のことを話し、「生きることの大切さ」を冥夜に諭した。
中原奈緒子（なかはらなおこ）
主人公の後輩、二年生。小澤麻里絵の親友で同じバスケ部に所属している。真理絵と対照的に強気な性格、直情的。麻里絵に付添として告白の現場に立ち会ったが、真剣な麻里絵の告白を冷たく拒絶する冥夜に対して抗議し、食ってかかったが、結局のところ反論を理屈で勝る冥夜に折られ、ラブレターを受け取ってもらうこともできなかった。相手を強く拒絶しつつ、相手の尊厳を無下にせず、思いやりのある部分さえ示した冥夜を理解できず「何を言ってるのかわからない」「変な人」と相当に戸惑っていた。友達思いな性格で、小澤麻里絵のことは大事にしていた。喫茶店「もらとりあむ」で香西冥夜と再会したとき、小澤麻里絵と冥夜の縁が切れないよう、二人が接近できるようにと、地元のミステリースポット「煩悩階段」の探索に冥夜を参加させようとする。本能的に不吉なものを感じた冥夜だったが、「先輩って意外に根性無しなんですね？」、「見かけと違って臆病者ですね？」などと挑発し、冥夜は参加することになる。そこに現れた人魂は自然現象ではなく、本物の妖霊で、結果として「かつて坂に潜む妖魔を破った侍の子孫」が再び「夢の坂」に現れたことを周囲に潜む悪霊たちに感づかれることになる。最終的に、冥夜は悪霊とその憑代となった吹雪氷雨と命がけの戦いをしなければならなくなってしまった。奈緒子はこれを非常に後悔し、涙を流して詫びていた。赤い髪、褐色の肌、すらりと伸びた足、強気な性格で他のヒロインより口調が荒っぽく、しかし脆い部分がある。なお、他のヒロインに明かしていなかった冥夜の過去の「事件」により、幼いころに童貞を喪失していたことを彼女にだけは少し話していた。
五代美也（ごだいみや）
主人公の後輩、一年生。攻略可能なヒロインとしては最年少。冥夜が女子寮に川崎有紀子を見舞いに来たときには、寝込んでいた有紀子の代わりに、お茶の準備を彼女が引き受けてくれていた。川崎有紀子とは面識があり、仲が良かったようだ。
仙道刀夜（せんどうとうや）
冥夜行きつけの喫茶店「もらとりあむ」のマスター。モデルのようなルックスと非常に優れた頭脳を持つ。身体も頑健。「夢の坂」「煩悩階段」の伝承に興味があり、喫茶店の３人のウェイトレス（イリス、レディーナ、ユリアン）を通じて情報を集めていた。頭脳明晰で弁が立ち、他者への共感力が著しく欠落した、サイコパス的な面を持っていたらしいが、「それがどれだけ他人を傷つける」かを理解して、自力で自分自身を矯正していたらしい。そこからだろうが、人間自身への深い洞察、人が成長する過程において陥りやすい罠などについて、高い見識と理解を持ち、冥夜に対しては、「教師」、「兄貴」、「父」のような立ち位置で、冥夜を導くような面が見受けられ、冥夜自身も「彼からは多くのものを貰った」と慕っている。川崎有紀子曰く「あの人は恐ろしい人」「しかし冥夜を見る目は父親のような優しい目つきで冥夜にとっては信用できる人」といった分析をしていた。たやすく、もっともらしい「答え」に飛びつくことを戒め、結果的に正しくとも敢て反論して深い洞察を得るように指導すること、他者の「言葉」で現状を指摘しても、それは「薄められた理解」であり、「自力で正解」にたどり着くことを非常に重視していた。実は氷雨同様に超常の力を持ち、彼は「夢の坂」「煩悩階段」の怪異が本物で、伝えられている伝説が意図的に「ゆがめられている」ことも見抜き、坂の怪異に冥夜の通う学園の理事長の一族が絡んでいるであろうことを予測している。さらに彼は、怪異が「夢の坂」でかつて滅ぼされ、殺された一族の怨霊によるものだけではなく、「さらに強い力を持つ「何か」が存在すること」で起きていることを見抜いていた。
福間（ふくま）
冥夜の寮における悪友にして漫研部の部長。実は彼も婚外子であり、とある資産家が愛人に産ませた子であった。漫画を介して２次元の世界に没頭するようにしていたのは、色々と鬱屈した感情や思いの発散のためであったが、性格は実は至って真面目で常識的な生徒である。婚外子でありながら、学業から喧嘩にまで秀で、超然とした雰囲気を持つ冥夜に憧れに似た感情をもっていた。同じく厳しい出自と同じような能力と雰囲気を持つ吹雪氷雨の存在にも注目していて、彼女の存在を話し、二人が近づくきっかけを作っている。ダメ押しになったのは、彼の制作した同人誌だが、このエピソードは「腹がよじれる」ような笑える話であった（かなり笑える話なのでゲームをして実際に見て欲しい）。のちに暴徒と化した生徒達に冥夜と共に立ち向かうが、彼はナイフで刺されてしまう。「中途半端な脇役はこれで退場さ……」と死を覚悟するが、助けに来たユリアンに「君はそれでいいの？」「人は皆、自分の人生の主人公なんだよ、男の子は特に。だから頑張って？」と諭され、手当てを受け一命を取り留めた。
侍
自分の師である老人を殺した（実際は修行中の事故死に近いものだった）僧を追って「夢の坂」に訪れた侍。かつては僧とともに修行をしていた修行仲間だったという。生まれながらに「法力」の類を持ち、ゆえにそれをさらに高めるために侍の身でありながら、「僧や山伏の行う修行」を行っていたという。僧の住まいを訪れた時、帰り際に自身のかつて知人の女である「浅葱」と再会する。しかし、「浅葱」はとうの昔に「死んだ」はずであった。道中で聞いた「人を引き裂いて殺し続けている妖魔」と悟った侍は、刀で切り付けるが傷を負わせることができなかった。しかし、二撃目で侍は修行で得た超常の力を刀に込め、妖魔に手傷を負わせることに成功する。僧から先の会話で「協力して、この坂に出没する魔物を調伏しよう」と申し出があったことから、侍は僧と協力して妖魔を討ち取ることに成功した。
僧
侍のかつての修行仲間であった僧侶。法力や知識を得るために色々な術に手を出しており「真言立川流」の術まで会得していた。しかし、力はあるが精神を安定させて術を発動させる点で問題があったらしく、術の暴走により、彼と侍の共通の師は事故死している。彼はこのことを悔いており、心情を理解した侍は彼の命を奪わなかった。彼は「夢の坂」にいる「妖魔」を調伏するため、侍を坂に招いた。「妖魔」について「人の心の弱さが作ったもの」、「まがりなりにも命を持っていた」としている。侍と共に「命あるもの」から「命を奪った」ことを悔いた彼は、供養のため寺を建てた。
御堂（みどう）
御堂一族に関しては
（１）侍と僧が妖魔退治をした時代
（２）香西冥夜の母と吹雪氷雨の母が学園の生徒であった時代
（３）香西冥夜と吹雪氷雨がこの学園の生徒である時代（つまり現代）
の３つの時代に渡って代を重ねながら存在し続けている。
（３）の現代においては、理事長は若く美しい女性とされる。
（１）の侍と僧が妖魔退治をした時代においても、御堂家の当主は「謎めいた女主人」として伝えられる。
御堂は地元の名士であり、理事長を務める学校は伝統のある名門・進学校であるが、それは代々学生寮に政治家、資産家などの有力者の表には出せない婚外子、庶子を積極的に預かることで有力者との強いパイプを築き、そして多額の寄付によって作られたものであった。実は彼の先祖が「夢の坂」のオリジナルの伝承に登場するのだが、一般に広まっている伝承には、「御堂」の名は出てきておらず、これを仙道刀夜は「昔からこの地に住む御堂の血筋の者達が時間をかけて歪めた形で伝承を伝えさせた」と考えていた。オリジナルの夢の坂の伝承では、この一族は「呪術を扱い、報酬次第で呪殺も行う」とされており、坂を訪れた侍は休息のために民家に立ち寄ったが、「御堂さまの縁者か？仕事を依頼に来た方か？それならばおもてなしはできん」と言われるなど、相当に嫌われており、そうした過去の歴史を葬るために、伝承を変えて後世に伝わらないようにしたのだろうと刀夜は結論している。また、実際に何等かの超常の力を先祖は持っていたらしいが（かなり遠方から依頼がくることもあったらしい）、周辺住民に被害を受ける者が出ていた「夢の坂」の魔物に対して住民のために対抗した侍、僧と比べ、何らのアクションも起こしていない等の不可思議な面がある。それ以外にも、「風水的に見てこの「夢の坂」の一帯は凶事を招きやすいにも関わらず（実際に過去に起きていた）、学園は発展を遂げ、御堂の一族もバブルの崩壊を逆手に取り、資産を増やし、地元の人間には逆らい難い隠然たる力を持つまでになっている。不思議だ」などと、刀夜が語るように不可思議な点が現在でも多く、「何かの力」によって御堂の一族は守られ発展しているように刀夜は感じていたようだ。また、理事長の宿舎、居室は女子寮と同じ敷地内にある。最終的に、一部の男子生徒が暴動を起こした際に事態の打開のため理事長と相談するために冥夜と刀夜が居室に入った際、居室には理事長はいなかった。しかし二人は部屋の中に隠し部屋があるのを発見、理事長の一族の「力」の源と学校を経営していた「裏の目的」、学校の悲しい闇の歴史等を示す「呪術的な施設」の存在を目の当たりにする。